# Chrysolina mactata
Chrysolina mactata é uma espécie de artrópode pertencente à família Chrysomelidae.
Trata-se de uma espécie com ocorrência em Portugal.

## Subespécies
Possui duas subespécies:
- Chrysolina mactata insignis Breit, 1920
- Chrysolina mactata mactata Fairmaire, 1859